# Treboniano Galo
Cayo o Gayo Vibio Afinio Treboniano Galo (en latín: Gaius Vibius Afinius Trebonianus Gallus Augustus; 201 - agosto de 253) fue un emperador romano desde 251 hasta 253. En 251, cogobernó el imperio junto con el hijo de Decio, Hostiliano, hasta la muerte de este ese mismo año. Posteriormente mantuvo la corregencia con su hijo Volusiano hasta la muerte de ambos a manos de la guardia pretoriana tras su derrota y huida de la batalla de Interamna Nahars en agosto de 253, contra las fuerzas del comandante y posterior emperador Emiliano.

## Vida y carrera política
Treboniano Galo nació en Perugia, Italia alrededor del año 201 en una respetada familia de origen etrusco con miembros en el Senado. De su matrimonio con Afinia Gémina Bebiana tuvo dos hijos: el futuro emperador Cayo Vibio Volusiano y su hermana Vibia Gala.
Su carrera pasó por las estaciones habituales políticas y militares. Ascendió al puesto de cónsul y en 250 fue nombrado gobernador de la provincia de Moesia. Allí se ocupaba de la defensa de las fronteras contra los constantes ataques de los godos, gozando de gran popularidad en el ejército.

## El ascenso al trono
El 1 de julio de 251 el emperador Trajano Decio y su hijo Herenio Etrusco perdieron la vida en la batalla de Abrito. Tras recibir la noticia de este hecho las legiones proclamaron a Treboniano Galo nuevo emperador aunque todavía vivía Hostiliano, el otro hijo de Trajano Decio, y por lo tanto era el primer aspirante al trono. Galo lo aceptó como coemperador, lo adoptó y lo designó como sucesor, quizá para evitar una guerra civil.

## El reinado

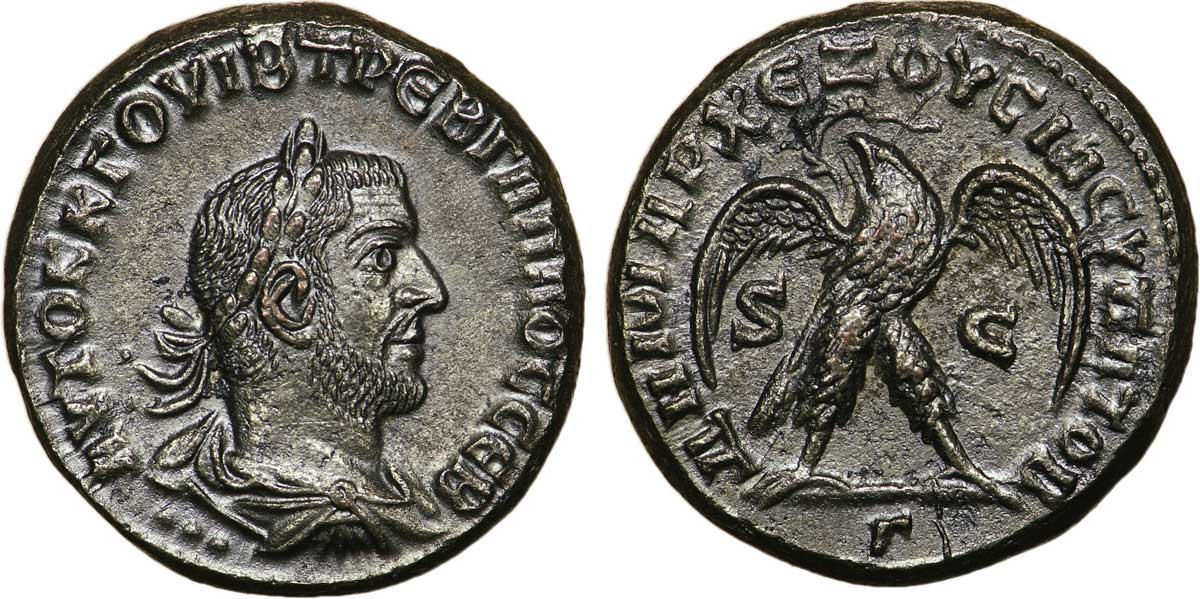
Treboniano Galo

Galo consiguió con negociaciones la retirada de los godos del territorio romano prometiendo el pago de tributos anuales. Después se puso en marcha hacia Roma.
Mientras tanto en la capital se había desatado un brote de peste. Se culpó en parte a los cristianos de la aparición de la peste, acusados de ofender a los dioses romanos y provocar con ello la epidemia, dando lugar a persecuciones estando entre las víctimas el Papa Cornelio.
Entre las víctimas de la peste estaba también el joven Hostiliano. Galo pudo entonces nombrar a su propio hijo Volusiano Augusto como coemperador y sucesor. Para darle más legitimidad a su nueva dinastía además casó a su hijo con la hermana de Hostiliano.
En Roma se ocupó además de la extinción de la epidemia y de que los muertos fuesen rápidamente enterrados. A pesar de que a menudo se le atribuye el perseguir a los cristianos, el único hecho probado es el encarcelamiento del papa Cornelio en el año 252.

## El final
Bajo el gobierno de Treboriano Galo hubo constantes conflictos en las fronteras del Imperio. En el este, el rey persa Sapor I conquistó la provincia de Siria casi sin encontrar resistencia y en la región del Danubio los godos volvieron a invadir el territorio romano a pesar del tratado suscrito en 251. 
El ejército se mostraba descontento con el emperador y su política, por lo que, tras atacar y vencer a los godos, Emiliano, gobernador de Moesia y Panonia, fue proclamado emperador por las legiones.
Galo, para hacer frente a la sublevación, mandó a retirar varias legiones de la frontera del Rin al gobernador de Nórico y Recia, y futuro emperador, Publio Licinio Valeriano. Emiliano, por su parte, se puso en marcha hacia Italia para proclamarse emperador. Se encontró con el ejército de Treboniano Galo y su hijo Volusiano cerca de la actual Terni, en la batalla de Interemna Nahars, donde fueron derrotados, antes de la llegada de las legiones de Valeriano. Treboniano y Volusiano lograron huir pero, gracias al descontento acumulado por la guardia pretoriana, fueron asesinados en agosto de 253.